# Melvin de Tailor
Melvin Keijzer, bekend onder de naam Melvin de Tailor, is een Nederlandse kleermaker, opiniemaker en online creator. Hij is gevestigd in Amsterdam en actief op sociale media, waar hij content deelt over kleding, het kleermakersambacht en maatschappelijke onderwerpen. Daarnaast publiceert hij opiniestukken in Nederlandse kranten.

## Werk
Keijzer werkt als kleermaker in Amsterdam en maakt maatkleding voor individuele klanten. Zijn praktijk is gebaseerd op het ambachtelijke vervaardigen van kledingstukken, waaronder pakken en overhemden.

## Opiniepublicaties
In januari 2025 schreef Keijzer een opiniestuk in Het Parool over vrijwillige levensbeëindiging in Nederland. Hij betoogde dat het onderwerp ook binnen progressieve kringen onbesproken blijft en pleitte voor meer openheid en empathie rond het levenseinde.
In september 2024 werd hij genoemd in een artikel in NRC Handelsblad over cultuurbeleid. Daarin pleitte Keijzer voor meer financiële onafhankelijkheid binnen de cultuursector en benadrukte dat, hoewel cultuur essentieel is, de afhankelijkheid van overheidsfinanciering problematisch is. Hij stelde dat publieke middelen beperkt zijn en zorgvuldig verdeeld moeten worden, vooral in tijden van bezuinigingen. Keijzer riep op tot het ontwikkelen van alternatieve inkomstenbronnen, zoals private sponsoring en eigen initiatieven van kunstenaars, om de sector veerkrachtiger en toekomstbestendiger te maken.

## Online activiteiten
Keijzer is actief op sociale media als online creator, waar hij zijn vakmanschap en stijl deelt:
- Op TikTok (@melvindetailor) plaatst hij video's waarin hij het kleermakersambacht demonstreert, zijn werkwijze uitlegt en zijn persoonlijke benadering van kleding en stijl toont.
- Op Instagram (@melvindetailor) deelt hij beelden van zijn werk, waaronder kledingstukken en video's uit zijn dagelijkse praktijk, waarin hij zijn ambacht en de kunst van maatwerk benadrukt.